# لم تنسى أنها امرأة (مسلسل)
لم تنسى أنها امرأة مسلسل مصري من إخراج أحمد يحيى وبطولة نرمين الفقي، محمود قابيل، عايدة رياض، سمير صبري، سعيد عبد الغني، سوسن بدر وأحمد وفيق. المسلسل مأخوذ عن قصة كتبها إحسان عبد القدوس.

## نبذة
في إطار إجتماعي تدور أحداث المسلسل عن فكرة طموح الإنسان للدرجة التي تجعله ينسي ولا يبالي بتكوين أسرة وعندما ينتبه لحاله يجد أن الفرصة قد مرت ولن تعود مجددًا.